# كيسي جونز
كيسي جونز (بالإنجليزية: Casey Jones)‏ هو سياسي أمريكي، ولد في 14 يونيو 1915 في برينستون في الولايات المتحدة، وتوفي في 2 أبريل 2002 في ماومي في الولايات المتحدة. حزبياً، نشط في الحزب الديمقراطي. وقد انتخب عضو مجلس نواب أوهايو.